# Chelonodema
Sous-genre
Synonymes
Lebia (Chelonodema)
Chelonodema est un sous-genre du genre Lebia, des insectes coléoptères de la famille des Carabidae, de la sous-famille des Harpalinae (ou des Lebiinae selon les classifications).
L'espèce type est Lebia testacea Dejean, 1831

## Espèces
Lebia albosinuata - 
Lebia albovariegata - 
Lebia azteca - 
Lebia balli - 
Lebia baturitea - 
Lebia birai - 
Lebia boliviensis - 
Lebia caligula - 
Lebia championi - 
Lebia clavata - 
Lebia cyclopica - 
Lebia decemmaculata - 
Lebia duodecimpunctata - 
Lebia erotyloides - 
Lebia fasciata - 
Lebia howdeni - 
Lebia inbio - 
Lebia macromaculata - 
Lebia mathani - 
Lebia melanocrepis - 
Lebia mocoronga - 
Lebia nigromarginata - 
Lebia nigropicta - 
Lebia novemmaculata - 
Lebia ocelligera - 
Lebia omophoita - 
Lebia passoura - 
Lebia piresa - 
Lebia pujoli - 
Lebia quadriannulata - 
Lebia quadrinotata - 
Lebia quipapa - 
Lebia sagarana - 
Lebia scripta - 
Lebia signatipennis - 
Lebia testacea - 
Lebia thomsoni - 
Lebia toroana - 
Lebia trifasciata - 
Lebia variabilis - 
Lebia ytu
Espèce en synonymie:
- Chelonodema elegans Mannerheim, 1837[2], une espèce trouvée au Brésil[3],[4]